# Jeden, dwa
Jeden, dwa (tytuł oryg. One & Two) – amerykański film fabularny z 2015 roku, napisany przez Andrew Droz Palermo i Neimę Shahdadiego oraz wyreżyserowany przez Palermo. W rolach głównych wystąpili w nim Kiernan Shipka, Timothée Chalamet, Elizabeth Reaser oraz Grant Bowler. Film opowiada historię rodzeństwa, które opanowało zdolność teleportacji. Niepostępowy, konserwatywny ojciec traktuje swoje dzieci jak niebezpiecznych odmieńców. Światowa premiera projektu odbyła się 9 lutego 2015 podczas 65. Międzynarodowego Festiwalu Filmowego w Berlinie. 14 sierpnia 2015 odbyła się premiera komercyjna filmu.

## Obsada
- Kiernan Shipka − Eva
- Timothée Chalamet − Zac
- Elizabeth Reaser − Elizabeth
- Grant Bowler − Daniel
- Chantey Colet − Terry
- Rayven Symone Ferrell − Danny
- Corey Maher − doktor

## Nagrody i wyróżnienia
- 2015, Międzynarodowy Festiwal Filmowy w Berlinie:
  - nominacja do nagrody Crystal Bear w kategorii najlepszy film sekcji 'Generation 14plus' (wyróżniony: Andrew Droz Palermo)[2]